# Az Eiffel-torony (festmény)
Az Eiffel-torony (La Tour Eiffel) Georges Seurat festménye, amely a Fine Arts Museums of San Francisco gyűjteményének része.
Seurat 1889 nyarán festette a képet az általa meghonosított pointillista stílusban, ami általánosságban azt jelenti, hogy a kívánt hatást nem a színek keverésével, hanem a színek egymás mellé helyezésével, nem egymásba olvadó ecsetvonásokkal, hanem apró pöttyökkel érte el. Képén az 1889-es expóra épített Eiffel-tornyot örökítete meg. Az építmény még nem volt kész, amikor megfestette, hiányzott a felső kilátóterasz. Seurat képén úgy tűnik, hogy a torony csúcs feloldódik az égben. A San Franciscó-i szépművészeti múzeum 1979-ben vásárolta meg a festményt.